# Вісник Чернігівського національного педагогічного університету імені Т.Г. Шевченка
«Вісник Чернігівського національного педагогічного університету імені Т. Г. Шевченка» — фаховий науковий журнал. Видається в Чернігівському національному педагогічному університеті імені Тараса Шевченка з 1998. До 2010 р. — Вісник Чернігівського державного педагогічного університету імені Т. Г. Шевченка. Журнал зареєстровано ВАК України як фахове видання з педагогічних наук у 2009 році та історичних наук.

## Редакційна колегія
- Головний редактор — Носко Микола Олексійович — доктор педагогічних наук, професор, член-кореспондент Національної академії педагогічних наук України.
- Відповідальний редактор — Дятлов Володимир Олександрович — доктор історичних наук, професор.
- Літературний редактор — Бобир Олександр Васильович — кандидат філологічних наук, доцент.

## Тематичні серії
Історичні науки, педагогічні науки, філософські науки, психологічні науки, фізичне виховання та спорт.